# Cravo Norte
Cravo Norte, anche San José de Cravo Norte, è un comune della Colombia facente parte del dipartimento di Arauca.
Il centro abitato venne fondato da un gruppo di gesuiti guidato da José Gumilla nel 1538, mentre l'istituzione del comune è del 13 aprile 1987.